# Waterbury (Connecticut)
Waterbury è una città degli Stati Uniti situata sul fiume Naugatuck nella contea di New Haven dello Stato del Connecticut.
Al censimento del 2000 la popolazione era di 107 271 abitanti facendone la quinta città dello Stato.
Venne fondata nel 1676 e rimase sotto l'amministrazione di Farmington fino al 1686, quando assunse lo status di town e prese il nome attuale in sostituzione del nome indiano di Mattatuck.
Waterbury ha avuto un ricco passato industriale ed è stato il centro principale dell'industria dell'ottone negli Stati Uniti, che le ha valso il soprannome di Brass City (città d'ottone). Era inoltre conosciuta in passato per la produzione di orologi. La città è posta sull'autostrada interstatale 84 ed è servita dalla ferrovia Metro North. Waterbury ospita la Post University ed un campus regionale dell'università statale del Connecticut.
Nel 1907 vi nacque l'attrice Rosalind Russell. La città offre un parco a tema di 18 acri (7,3 ettari) chiamato Holy Land USA, ispirato a brani selezionati della Bibbia.

## Infrastrutture e trasporti
La città è servita dalla linea New Haven del servizio ferroviario suburbano Metro-North Railroad.

## Amministrazione

### Gemellaggi
- Pontelandolfo

Il Pontelandolfo Club è una società di italo-americani che abitano nei dintorni di Waterbury. Quest'associazione organizza degli eventi che promuovono la cultura italiana. Il Pontelandolfo Club offre lezioni gratuite di italiano ai ragazzi da 5-16 anni.